# 貝塞爾鎮區 (密歇根州)
貝塞爾鎮區（英語：Bethel Township）是位於美國密歇根州布蘭奇縣的一個行政鎮區。

## 地方資料
貝塞爾鎮區的面積為93.40平方千米，當中陸地面積為92.80平方千米，而水域面積為0.60平方千米。根據2020年美國人口普查的數據，當地共有人口1431人，而人口密度為每平方千米15.32人。